# Leopard Cat FC
Der Leopard Cat Football Club, ehemals Tatung Football Club (auch bekannt als Ta Tung und Taipei City Ta Tung) ist ein halbprofessioneller Fußballwerksverein aus Taipeh in Taiwan. Aktuell spielt der Verein in der Taiwan Football Premier League, der höchsten Liga des Landes.

## Geschichte
Der Verein gehört der Firma Tatung an, bei der auch viele der Spieler angestellt sind. Gegründet 1969, ist der Verein der älteste Werksverein Taiwans. Der größte Erfolg war der viermalige Gewinn der nationalen Fußballmeisterschaft. Am AFC President’s Cup nahm der Verein erstmals 2006 teil und erreichte auf Anhieb das Halbfinale. 2022 wurde der Verein in Leopard Cat FC umbenannt.

## Erfolge

### National
Tatung Football Club
- 1. Liga[1]

Meister 2005, 2006, 2013, 2017, 2018, 2019
Vizemeister 1992, 1995, 1996, 1997, 1999, 2000, 2001, 2002, 2003, 2004, 2008, 2011, 2012, 2016
- Verbandspokal

Gewinner 1990, 1996, 2005

### Kontinental
Tatung Football Club
- AFC President’s Cup

Halbfinale 2006
Gruppenphase 2007, 2014
- AFC Cup

Qualifikationsrunde 2017

## Stadion
Seine Heimspiele trägt der Verein im Taipei Municipal Stadium in Taipeh aus. Das Stadion hat ein Fassungsvermögen von 20.000 Personen.

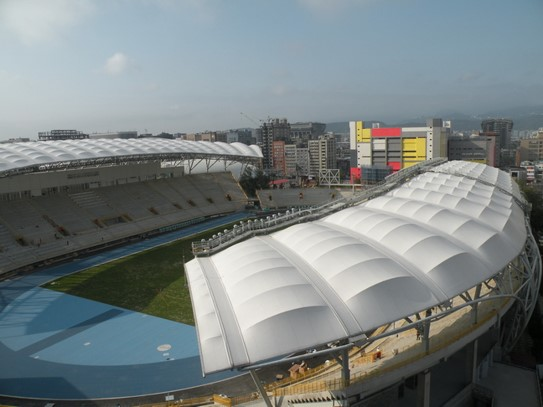
Taipei Municipal Stadium

## Trainerchronik
| Trainer        | Nation | von            | bis |
| -------------- | ------ | -------------- | --- |
| Chiang Mu-tsai | Taiwan | 1. Januar 2019 |     |